# Arthur Makarov
Pour les articles homonymes, voir Makarov.
Arthur Sergueïevitch Makarov (en russe : Арту́р Серге́евич Мака́ров), né le 22 juin 1931 à Léningrad et mort le 3 octobre 1995 à Moscou, est un écrivain et scénariste soviétique et russe.

## Biographie
Fils de Liudmila et Adolf Tsivilko, Arthur Makarov est adopté par la sœur de sa mère, l'actrice Tamara Makarova et son mari le réalisateur Sergueï Guerassimov, lorsque ses parents sont déportés dans le contexte des grandes purges. Il portera le nom de sa tante. 
Son début littéraire a lieu dans la revue Novy Mir qui en août 1966, publie son récit À la maison (Дома). En octobre de la même année parait le second récit La veille des adieux (Накануне прощания) qui récolte les éloges d'Alexandre Tvardovski.
Il fait deux apparitions à l'écran. Dans le film L'Obier rouge de son ami Vassili Choukchine où il tient le rôle d'un bandit en 1973. Puis, chez Mikhail Schweitzer dans Les gens drôles.
Plus de vingt scénarios qu'il écrit sont adaptés au cinéma, dont le dernier Post-scriptum (1993) réalisé par Piotr Soldatenkov aux studios Lenfilm est consacré à son ami Vladimir Vyssotski.
Arthur Makarov est tué le 3 octobre 1995 dans l'appartement de sa compagne Zhanna Prokhorenko, rue des 26 commissaires de Bakou à Moscou. Il est poignardé à mort avec un couteau de chasse. Le meurtre était probablement associé à son activité d'entrepreneur dans laquelle Arthur Makarov s'était engagé au cours des dernières années de sa vie. Le meurtre n'a pas été résolu.
Il a été enterré à Moscou au cimetière de Kountsevo.

## Filmographie partielle

### Scénariste
- 1968 : Les Sables rouges (Красные пески, Krasnye peski) de Ali Khamraev
- 1968 : Les Nouvelles aventures des insaisissables (Новые приключения неуловимых) de Edmond Keossaian
- 1968 : Une chance sur mille (Один шанс из тысячи, Odin shans iz tysyachi) de Leon Kocharyan et Bagrat Oganesyan
- 1971 : L'Inattendu est à côté (Неожиданное рядом) de Zahid Sabitov
- 1971 : Sentiers chauds (Горячие тропы) de Yoʻldosh Aʼzamov
- 1977 : Mine d'or (Золотая мина) de Ievgueni Tatarski
- 1977 : Une étrangère (Приезжая) de Valeri Lonskoï
- 1978 : La Nouvelle de Caucase (Кавказская повесть) de Gueorgui Kalatozichvili
- 1978 : Dans un nouvel endroit (На новом месте) de Dmitri Korzhikhin et Valentin Popov
- 1978 : Proche lointain (Близкая даль) de Vitali Koltsov
- 1979 : Sur les traces du seigneur (По следу властелина) de Vadim Derbeniov
- 1979 : Entreprise familiale (Родное дело) de Aleksandr Efremov
- 1979 : Dernière chasse (Последняя охота) de Igor Chechoukov
- 1980 : La fille de la légende (Девушка из легенды) de Akmal Akbarhodjaev et George Bzarov
- 1980 : Servir la patrie (Служа Отечеству) de Latif Fayziyev
- 1980 : Une balle perdue (Шальная пуля) de Gizo Gabeskiria et Gueorgui Kalatozichvili
- 1981 : Trois jours de fête (Три дня праздника) de Serik Raybayev
- 1983 : Mot de passe - Hotel Regina (Пароль — отель «Регина») de Zinovi Roïzman
- 1984 : Collier de Charlotte (Колье Шарлотты) de Ievgueni Tatarski
- 1984 : Olga et Konstantin (Ольга и Константин) de Evgueni Mezentsev
- 1985 : La Poudre (Порох) de Victor Aristov
- 1991 : Buveurs de sang (Пьющие кровь) de Ievgueni Tatarski
- 1992 : Sang pour sang (Кровь за кровь) de Yuri Kolcheyev
- 1992 : Trois jours hors la loi (Три дня вне закона) de Timofei Spivak
- 1993 : Post-scriptum (Постскриптум) de Piotr Soldatenkov

### Acteur
- 1973 : L'Obier rouge (Калина красная) de Vassili Choukchine : Bouldia
- 1977 : Les gens drôles (Смешные люди!) de Mikhail Schweitzer : épisode